# مسلمو دابغار
مسلمو دابغار هو مجتمع مسلم يتواجدون في ولاية أوتار براديش في الهند. ويعرفون أيضًا باسم بلغار، وهم هندوس تحولو إلى إسلام من طبقة دابغار.

## الأصل
ويقال أن كلمة دابغار مشتقة من الكلمة السنسكريتية دارافاكارا ، التي تعني صناع السفن التي على شكل ملعقة. ويقال إنهم جماعة فرعية داخل مجتمع شمار. ووفقًا لتقاليدهم الخاصة،  يدعون إن أصولهم ترجع إلى راجستان، وكانوا جنودًا. وأقسموا على مقاومة المغول، ولكنهم هزموا. فتحول قسم منهم إلى الإسلام، الذي ينحدر منه  المجتمع  الحالي من مسلمو دابغار.